# 高光駅
高光駅（たかみつえき）は、愛媛県宇和島市高串にある、四国旅客鉄道（JR四国）予讃線の駅である。駅番号はU26。

## 歴史
- 1941年（昭和16年）7月2日：開業[2]。
- 1970年（昭和45年）6月1日：貨物取扱廃止[2]。
- 1971年（昭和46年）11月8日：荷物扱い廃止[3]。無人駅となる[4]。
- 1987年（昭和62年）4月1日：国鉄分割民営化により、JR四国の駅となる[2]。
- 1992年（平成4年）1月15日：駅敷地内にJR四国経営の喜多方ラーメン店とコンビニエンスストアが開店[5]。

## 駅構造
片面ホーム1面1線の地上駅。無人駅である。

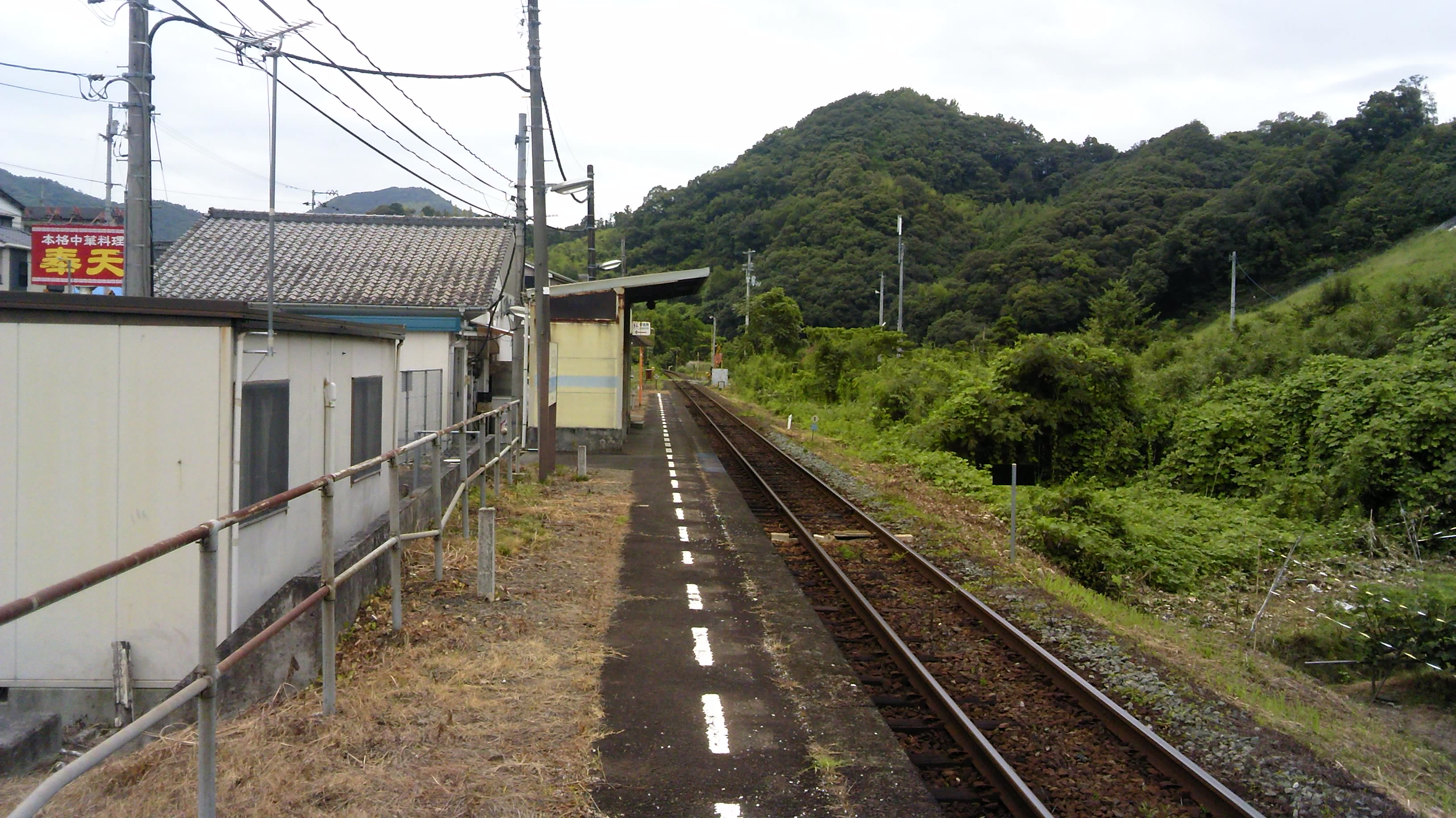
ホーム（2011年8月、奥は伊予吉田方面）
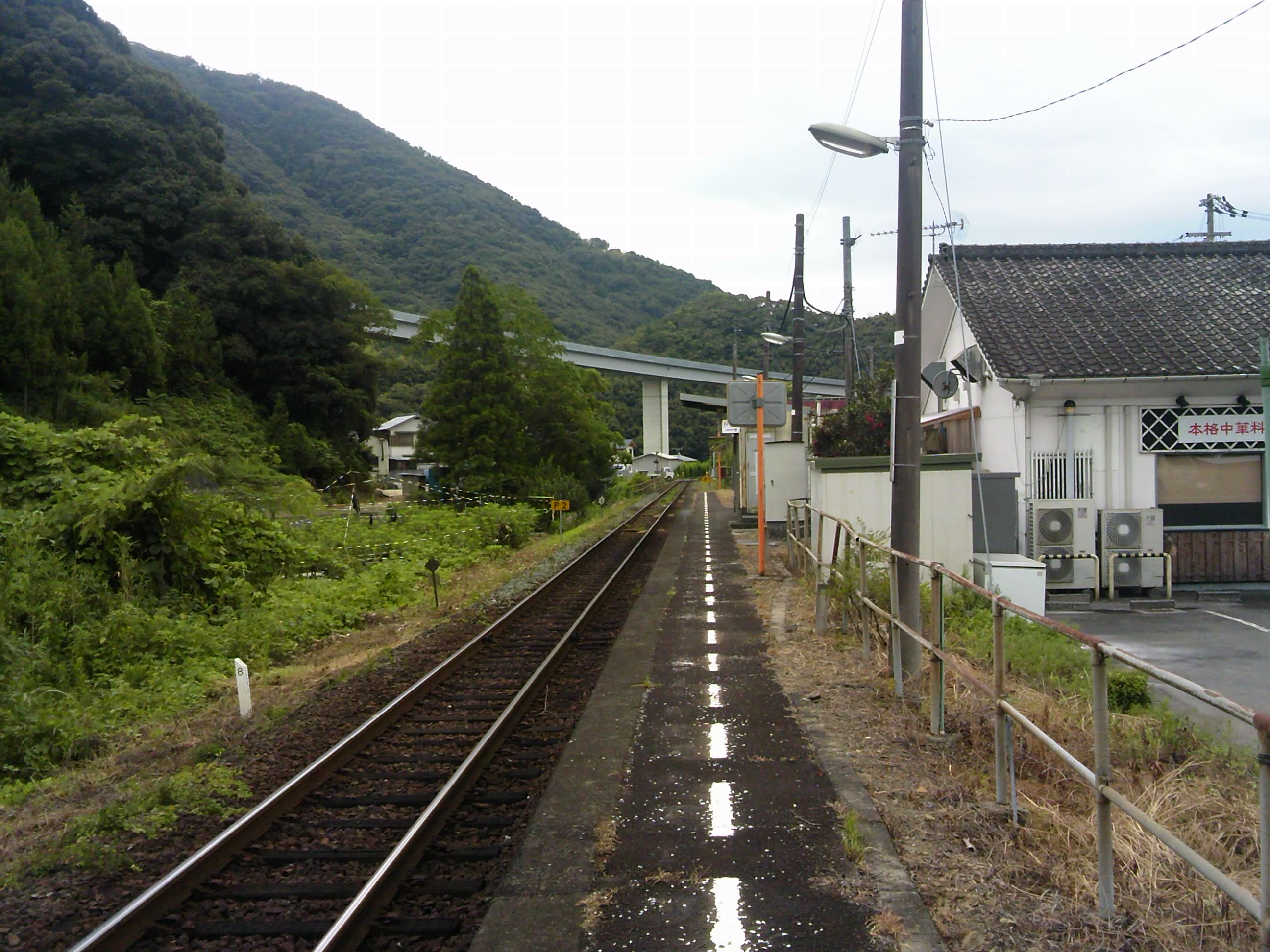
ホーム（2011年8月、奥は北宇和島方面）

敷地内にはコンビニエンスストア「エルスター」とラーメン店があったが、コンビニエンスストアは2000年頃に閉店、ラーメン店は一時インド料理店になったのち再びラーメン店となったが、これも閉店し、いずれも建物が撤去され更地となっている。

## 利用状況
| 1日乗降人員推移 | 1日乗降人員推移 |
| 年度            | 1日平均人数     |
| --------------- | --------------- |
| 2011年          | 12              |
| 2012年          | 10              |
| 2013年          | 10              |
| 2014年          | 10              |
| 2015年          | 12              |

列車本数が非常に少ない上に駅至近に宇和島自動車の高光農協前バス停があり、松山市内や宇和島市中心部まで乗り換えなしで行けることから、利用客は僅かである。

## 駅周辺
- 宇和島自動車高光農協前バス停
- 宇和島高光郵便局
- 国道56号

## 隣の駅
四国旅客鉄道（JR四国）
■予讃線
伊予吉田駅 (U25) - 高光駅 (U26) - 北宇和島駅 (U27)